# Кенія (гора)
Ке́нія (англ. Mount Kenya) — найвища гора Кенії та друга за висотою гора в Африці (після Кіліманджаро). Гора є згаслим масивним стратовулканом, який має близько десятка піків. Найвищі піки — Батіан (5199 м), Неліон (5188 м), Пойнт-Ленана (4985 м), Пойнт-Піґґот (4957 м) та Пойнт-Томпсон (4955 м). Гора розміщена в центральній частині країни дещо південніше екватора за 150 км на північний схід від Найробі.

## Загальні відомості
Гора Кенія є стратовулканом, який виник приблизно через 3 млн років після виникнення Східно-Африканського рифту. Протягом тисячі років вона була вкрита льодовою шапкою, в результаті чого її вершини зазнали значної ерозії та мають велику кількість долин, що розходяться від центру. В наш час на горі є 11 льодовиків. Гора є важливим джерелом питної води для більшої частини Кенії.
Першим європейцем, що відкрив у 1849 році вулкан, був Йоганн Людвіг Крапф, але наукове товариство скептично відгукнулось з приводу його звітів про сніг в такій близькості від екватора. Існування гори Кенія підтвердилось у 1883 році, а у 1887 році вона була вперше досліджена. Вершина була вперше покорена групою на чолі з Гелфордом Маккіндером у 1899 році.
Від підніжжя до вершини гори зустрічаються 8 різних природних зон. Нижні схили вкриті різними типами лісів, в яких зустрічаються багато ендемічних або дуже характерних для гори видів, таких як лобелія, хрестовник та капський даман. У зв'язку з цим на території площею 715 км² навколо центра гори був організований Національний парк Гора Кенія, який у 1997 році був включений в список Всесвітньої спадщини ЮНЕСКО. Щорічно парк відвідують понад 15 000 туристів.

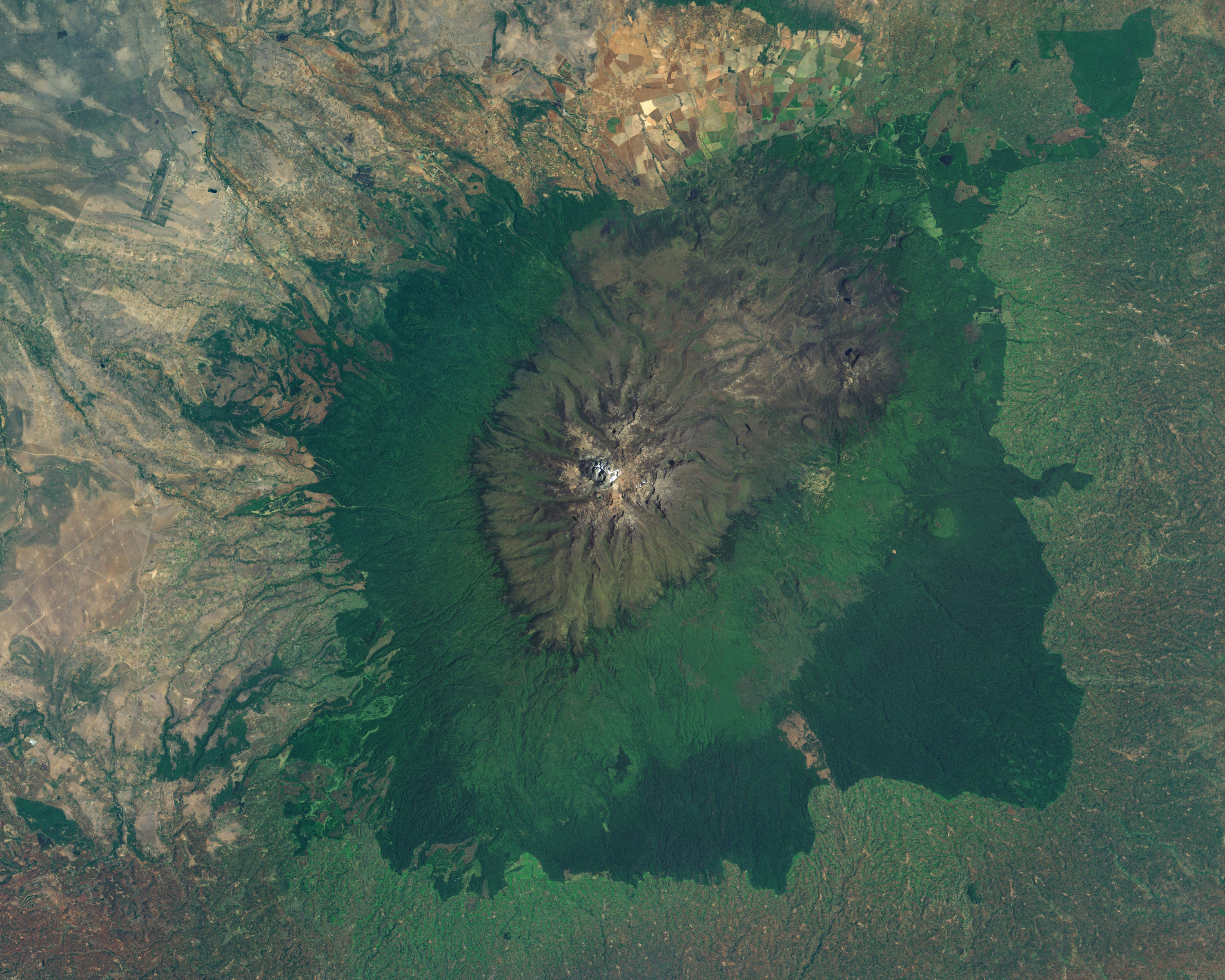
Знімок гори із супутника

| |  |  |
| Гора Кенія розташована на вершині Кенійського плато за 150 км на північний схід від столиці Кенії Найробі. |  |  |

## Історія досліджень

### Перші європейці

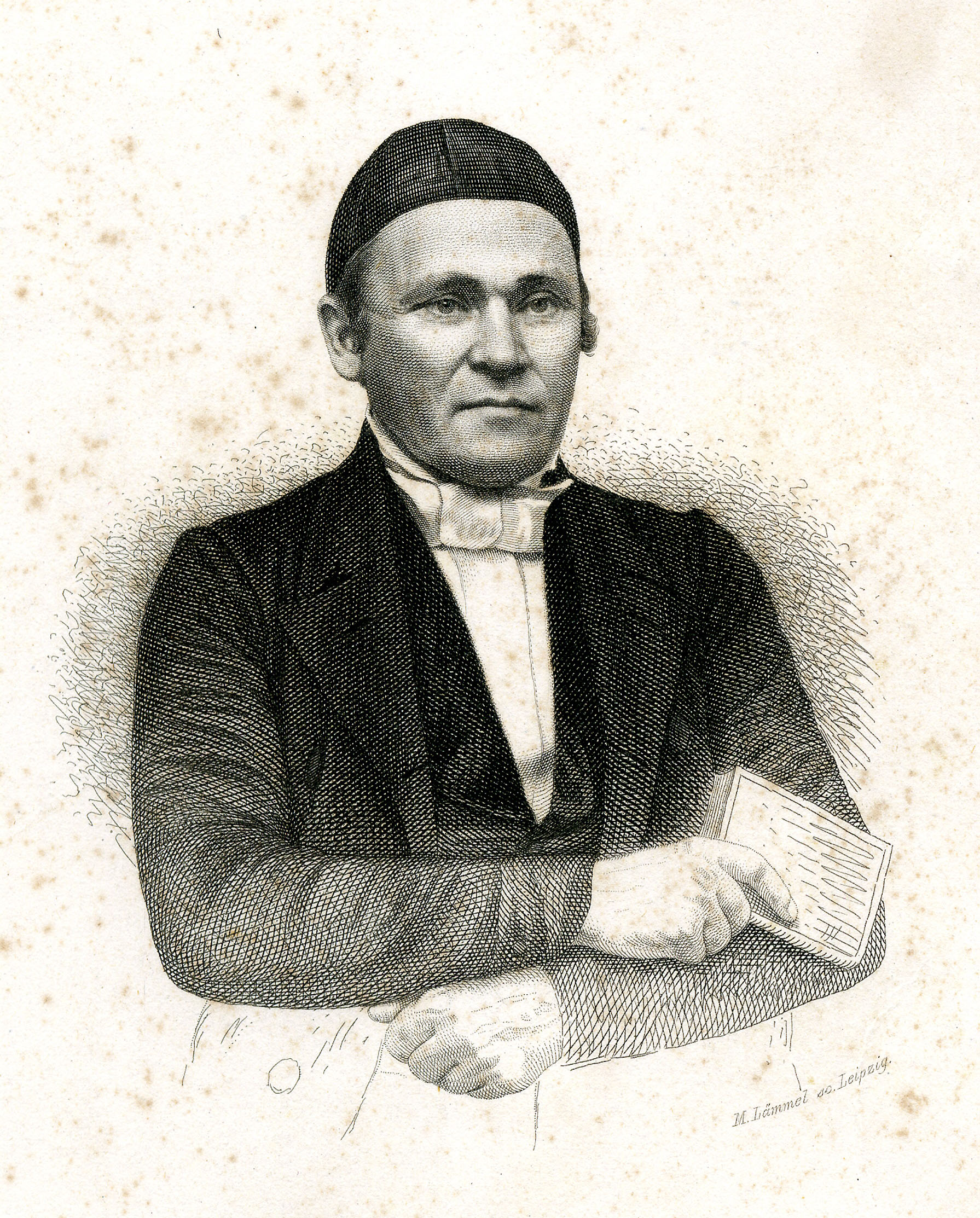
Першовідкривач гори — Йоганн Людвіг Крапф

Гора Кенія стала другою із трьох найвищих вершин Африки, яку відкрили європейці. Першим європейцем, який побачив гору зі сторони Кітуї (місто за 160 км від гори) у 1849 році, став німецький місіонер доктор Йоганн Людвіг Крапф, що роком раніше відкрив Кіліманджаро. Датою відкриття вважається 3 грудня 1849 року.
Місцеві жителі із племені ембу повідомили доктору Крапфу, що вони не доходили до вершини гори через сильний холод та білої речовини, що котилася з гори із великим шумом. У зв'язку з тим він припустив про існування на горі льодовиків. Ці дані підтверджували жителі із племені кікую.
Крапф також відмічав, що річки, що течуть з гори Кенія та інших гір району, мають постійну течію на відміну від інших африканських річок, які наповнювались в сезон дощів та пересихали в сухий період року. Так як течія річок не зупинялась навіть у найпосушливіший період, він вважав, що на горі повинне бути джерело води у формі льодовиків. Крапф вважав, що на горі може бути витік Білого Нілу.
У 1851 році Крапф повернувся в Кітуї та наблизився на 65 км ближче до гори, але не побачив її знову. У 1877 році в околицях Кітуї був Гільдербрандт, але він також не бачив гору. Так як підтверджень про існування гори не було, до відкриття Крапфа стали підходити скептично.

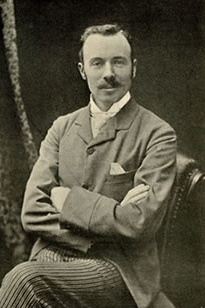
Джозеф Томпсон досягнув схилів гори Кенія і підтвердив відкриття Крапфа

У 1883 році Джозеф Томпсон випадково дійшов до західної сторони гори і підтвердив відкриття Крапфа. Він повернув свою експедицію і досягнув висоти 2743 м, але не зміг продовжувати сходження через проблеми із місцевим населенням.

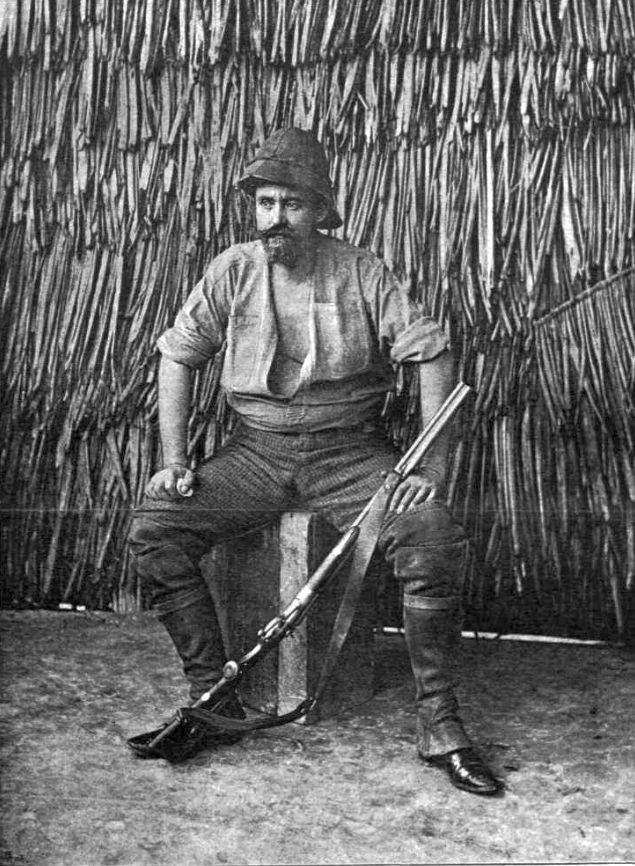
Самюель Телекі був першим європейцем, чия нога ступила на гору Кенія. Його експедиція досягла висоти 4350 м

Першим ціленаправленим дослідженням гори Кенія була експедиція, організована у 1887 році Самюелем Телекі та Людвігом фон Хьонелем, їм вдалось досягнути висоти 4350 м з південного боку гори. За результатами експедиції вони вважали, що відкрили кратер вулкана. У 1892 році Телекі і фон Хьонель повернулись до східних схилів гори, але не змогли здійснити сходження через густий ліс.
Лише у 1893 році експедиція, на чолі з британським геологом Джоном Волтером Грегорі, здійснила сходження до льодовиків гори Кенія. Маршрут експедиції проходив від озера Барінго, в результаті вони досягнули висоти 4730 м і провели декілька годин на льодовику Льюіса. Після повернення в Британію Грегорі видав звіт про свою експедицію.
У 1894 та 1896 роках експедиції на гору організував німецький фізик Георг Колб, який вперше досягнув зарослів зі східної сторони гори. Але подальше вивчення гори стало можливим лише після того, як у 1899 році була проведена залізниця до Найробі. Найзручніший доступ до гори став можливий зі сторони Момбаси з узбережжя Індійського океану.

Ескізи, зроблені під час експедиції Джона Волтера Грегорі у Східній Африці в 1892 році.
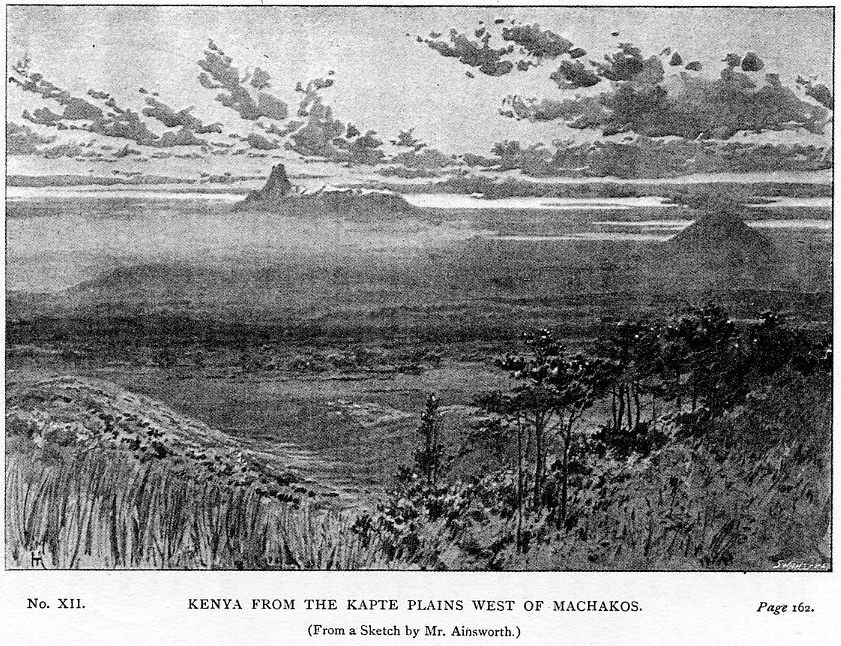
Гора Кенія із рівнини Капте західніше Мачакоса
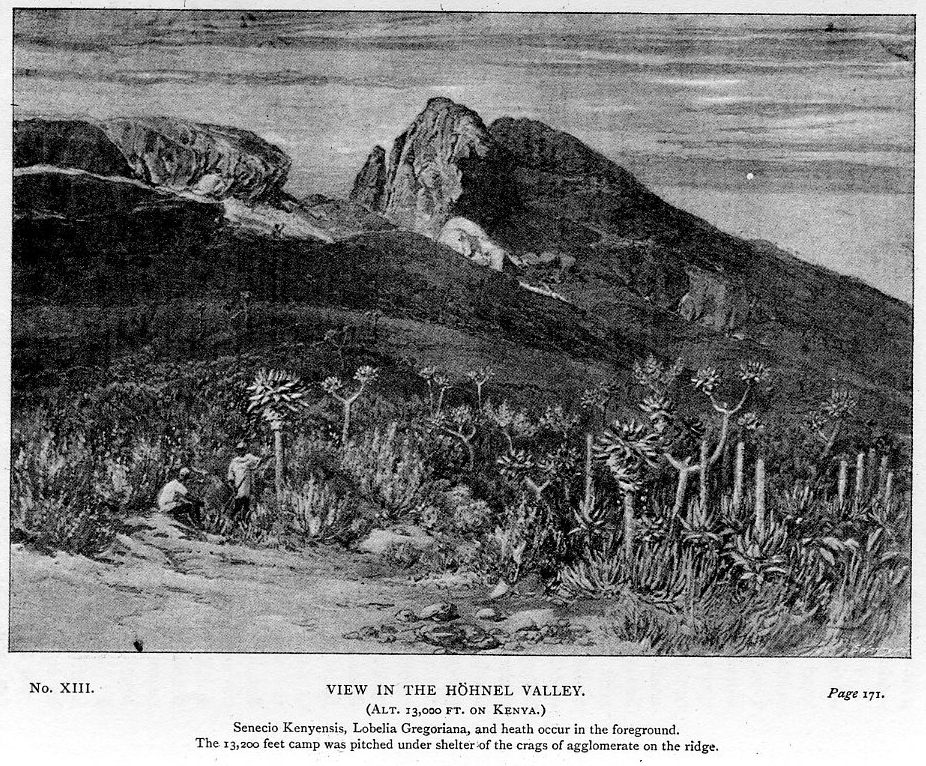
Вигляд долини Хьонеля
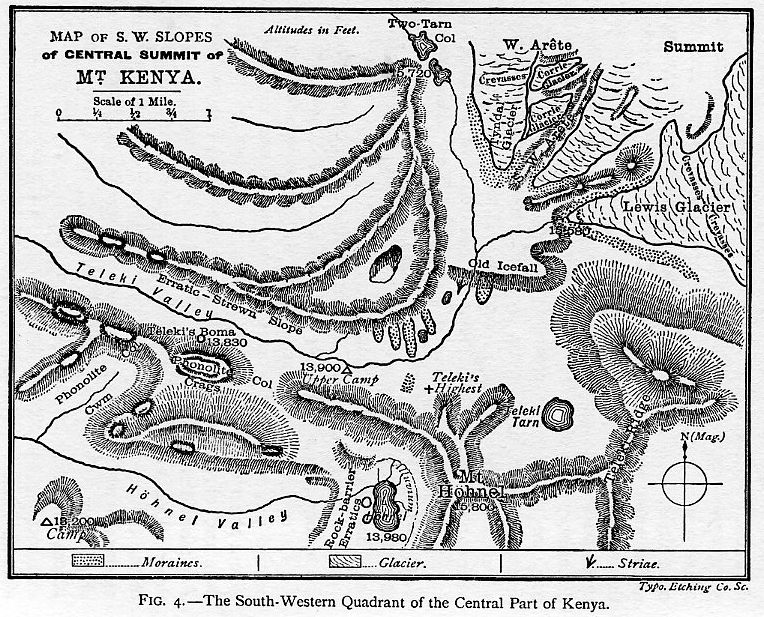
Південно-західна четвертина центральної частини гори Кенія
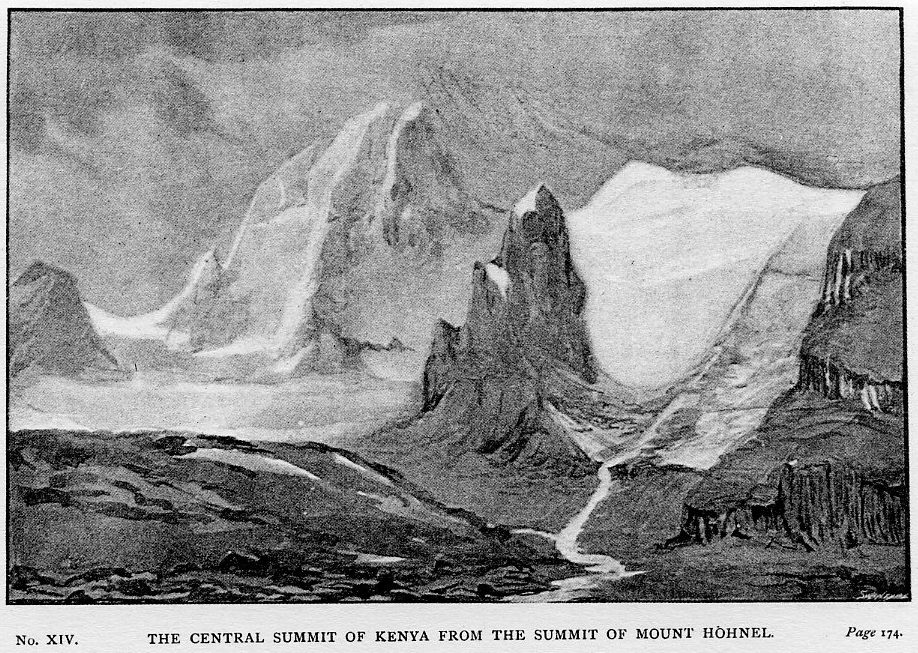
Центральна вершина гори Кенія з вершини гори Хьонеля
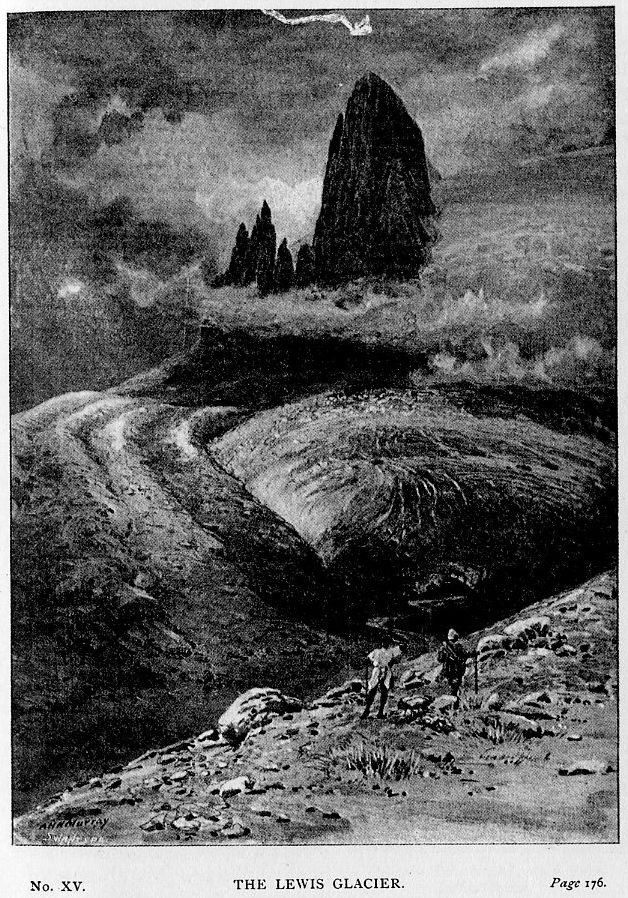
Льодовик Льюіс
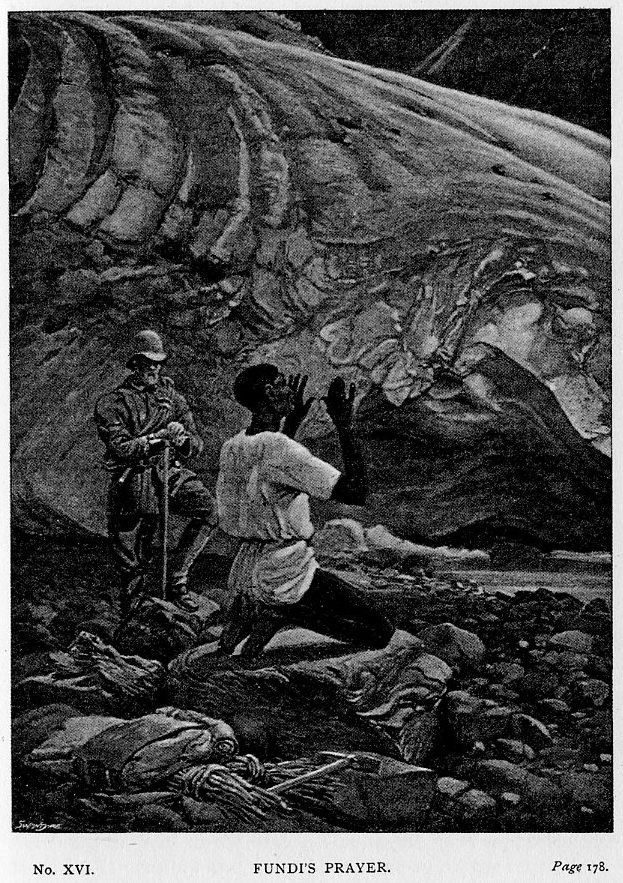
Молитва Фунді
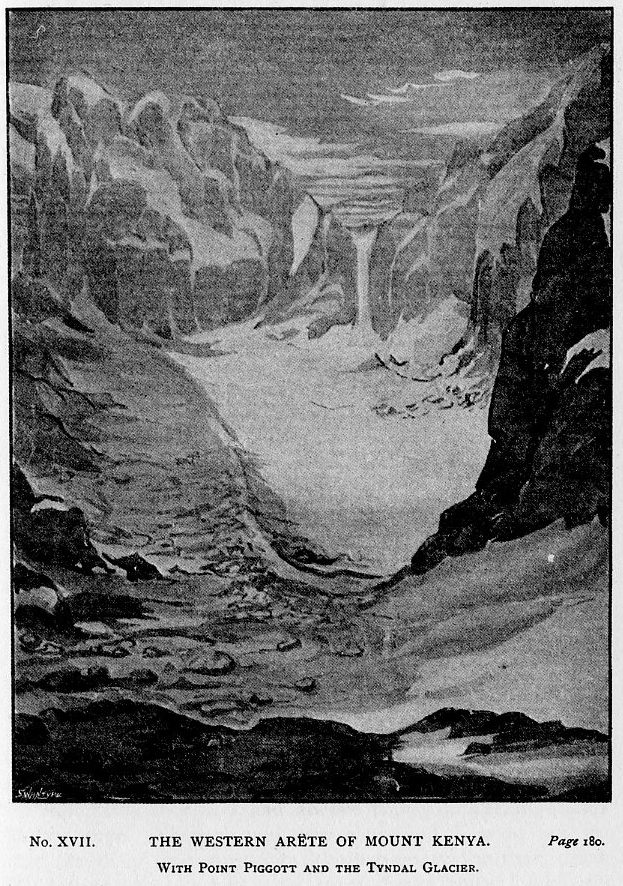
Західне ребро гори Кенія

### Експедиція Маккіндера
28 липня 1899 року сер Гелфорд Джон Маккіндер вирушив з експедицією на гору Кенія зі сторони Найробі. Серед членів експедиції було 6 європейців, 66 суахілі, 2 гіда-масаї та 96 кікую. Серед європейців були замісник керівника експедиції та фотограф Кемпбелл Б. Хаусберг, ботанік Дуглас Сандерс, таксидерміст Кемборн, гід Сезар Олльє, гід та носильник Джозеф Брошерел.
Експедиція зіткнулася з безліччю труднощів на своєму шляху. У землях, через які проходили дослідники, були поширені хвороби і голод. Багато з носильників-кікуйю намагалися залишитися з жінками з місцевих сіл або викрасти їх, що викликало вороже ставлення місцевих вождів до всієї експедиції. 18 серпня, коли вони досягли основного табору, у них не було їжі і води, двоє з членів експедиції були вбиті місцевим населенням, і вони були змушені надіслати Сандерса до Найваші за допомогою від губернатора капітана Горджеса.
Маккіндер просунувся до гори і розбив табір на висоті 3142 м в долині Хьонеля. 30 серпня разом з Олльє і Брошерелом він зробив першу спробу підкорити вершину гори з південно-східної сторони, але був змушений зупинити сходження за 100 м до верхівки піку Неліон через настання сутінків.
5 вересня Хаусберг, Олльє та Брошерел здійснили обхід основних вершин для пошуку простого шляху до вершини, але не змогли його знайти. 11 вересня Олльє та Брошерел здійснили сходження до льодовика Дарвін, але через буран були змушені повернутися.
Коли Сандерс повернувся із Найваші з допомогою, Маккіндер здійснив ще одну спробу сходження із Олльє та Брошерелом. Вони перетнули льодовик Льюіс та здійнялись на гору південно-східною стороною піка Неліон. Вони провели ніч поблизу жандармерії, на світанку перетнули сніжне поле на вершині льодовика Дарвін, потім льодовик Даймонд. В результаті в полудень 13 вересня вони досягнули вершини піка Батіан, а потім спустились тим же маршрутом.

## Льодовики

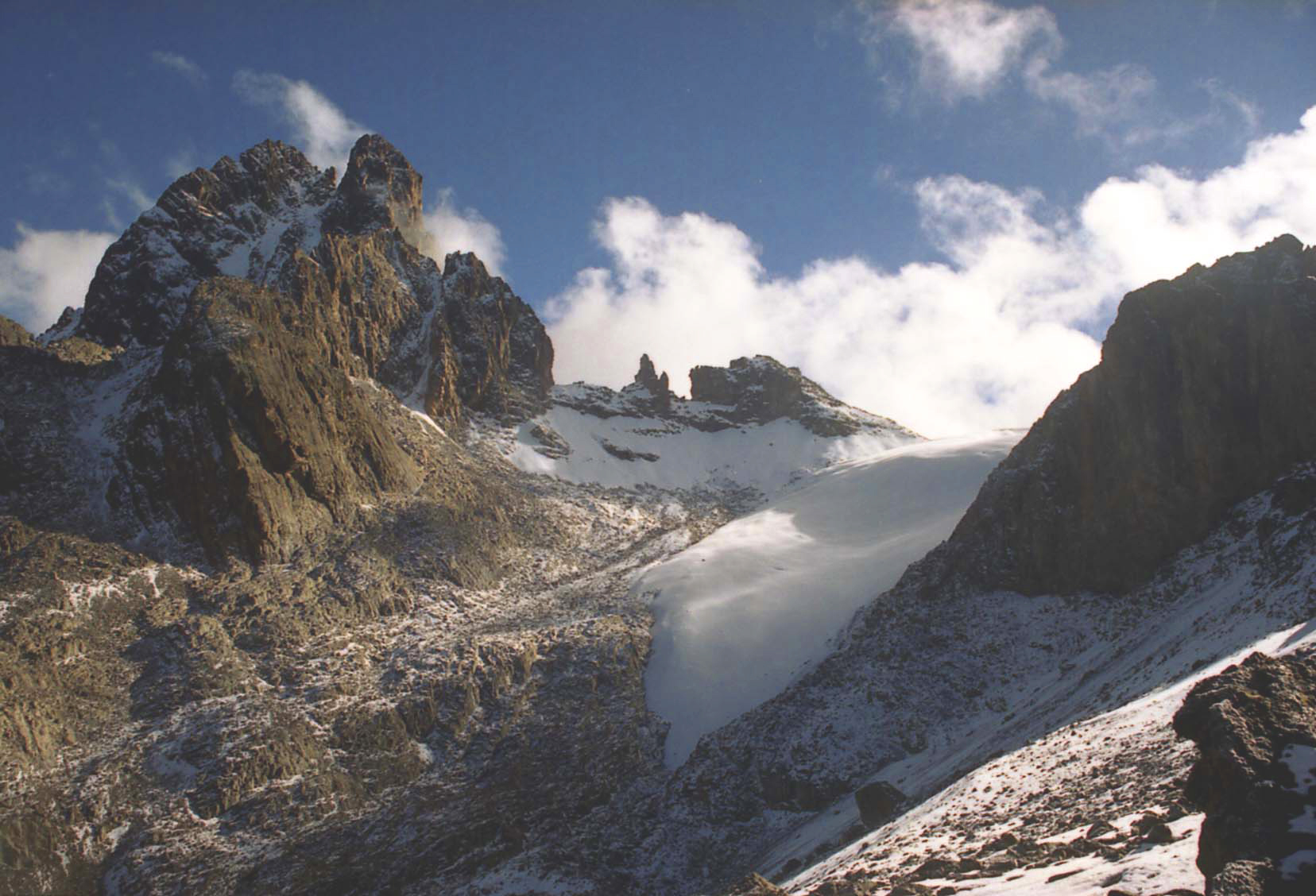
Льодовик Льюіс — найбільший на горі Кенія.

На горі Кенія розташовані 11 льодовиків, що мають назву (з півночі за годинниковою стрілкою): Норті, Крапф, Грегорі, Льюіс, Даймонд, Дарвін, Форел, Хейм, Тіндаль, Цезар, Джозеф. Площа льодовиків гори була виміряна у 1980 році і становить 0,7 км². Площа льодовиків істотно зменшилась після перших спостережень, зроблених у 1890-ті роки. В Гірському клубі Кенії в Найробі є фотографії гори з першого сходження 1899 року та недавні фотографії, що наглядно ілюструє зменшення льодовиків. Згідно з прогнозами протягом 30 років льодовики на горі зникнуть.

## Національний парк Маунт-Кенія
Національний парк Маунт-Кенія був заснований у 1949 році для захисту території навколо гори. До присвоєння статусу національного парку він був лісовим резерватом. В цей час національний парк знаходиться на території лісового резервату, який оточує парк зі всіх сторін. У квітні 1978 року території присвоїли статус біосферного резервата ЮНЕСКО. У 1997 році національний парк та лісовий резерват були включені до списку Всесвітньої спадщини ЮНЕСКО.
Уряд Кенії створив національний парк з чотирьох основних причин: важливості туризму на гору Кенія для місцевої та національної економіки, захисту живописної території, збереження біологічного різноманіття всередині парку, для збереження джерел води для навколишніх районів.

## Гора Кенія в місцевій культурі

Карта околиць гори із вказівником місцепроживання різних племен.

Основними племенами, що проживають в районі гори є кікую, амеру, ембу та масаї. У всіх них гора є важливою частиною культури.

### Кікуйю

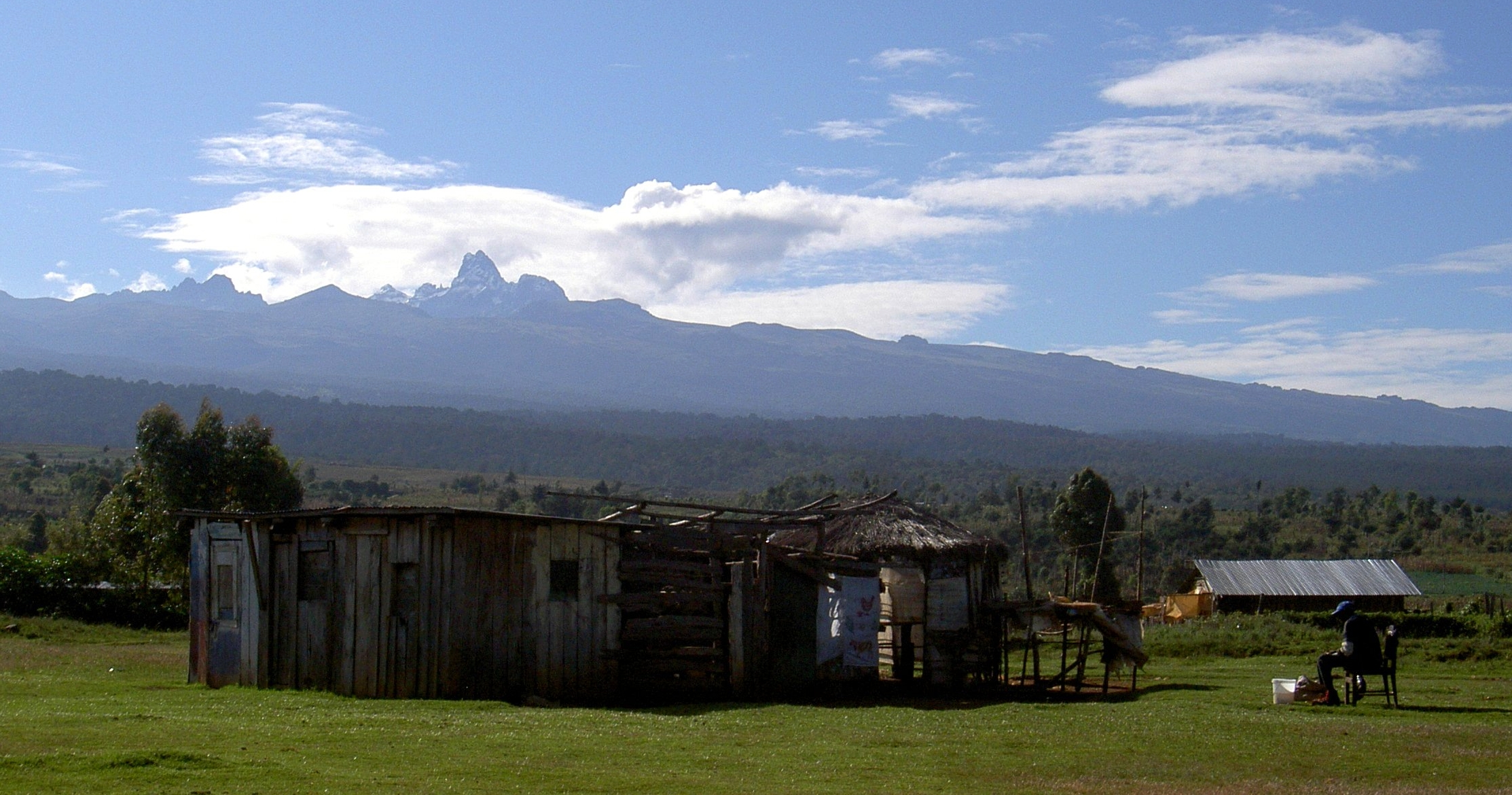
Деякі племена вважать гору священною та будують свої будинки лицем до неї, щоби двері були ближче до гори.

Кікую проживають на південних та західних схилах гори. Вони в основному займаються сільським господарством, чому сприяють дуже плодовиті вулканічні ґрунти на нижній частині схилів гори. Кікуйю вірять, що їхній бог Нгаі жив на горі Кенія, коли він прийшов з неба, і що гора є троном Нгаі на землі, де Кікуйю — батько племені — зустрічався з богом Нгаі.За традицією кікуйю будують свої домівки фасадом до гори. Вони називають гору Kĩrĩ Nyaga (Кіріньяга), що можна літературно перевести як «блискуча гора», що пов'язане з відбиванням світла від льодовиків гори. Свого бога кікуйю також називають Mwene Nyaga (Мвене Ньяга), що може бути перекладено як «господар страусів» або «господар світла».

### Ембу
Ембу проживають на південно-східній стороні гори Кенія. Як і кікуйю вони вважають гору священною і будують будинки обличчям до неї. Вони вважають, що гора є будинком для їхнього бога — Ngai (Нгаі) або Mwene Njeru (Мвене Ньєру). Гору вони називають Kiri Njeru (Кири Ньеру), що означає «гора білого кольору». Народ ембу тісно пов'язаний із народом мбеєре, який проживає на навітренній стороні гори, територія якої скеляста та напівпосушлива.

### Масаї
Представники народу масаї ведуть напівкочовий образ життя та використовують північні схили гори для випасання худоби. Вони вважають, що їхні предки спустились з гори в часи, коли зародилось життя. Масаї називають гору Ol Donyo Keri (Ол-Доньо-Кері), що означає «гори зі смужок різних кольорів», що описує різні природні зони (сніг, ліс та інші), що видимі із рівнинної місцевості. Меншою мірою одна із молитов масаї звернена до гори Кенія:
|  | Господи благослови наших дітей, нехай вони будуть як оливкове дерево Морінтата, нехай вони ростуть і розвиваються, нехай вони будуть як височини Нгонга як гора Кенія, як гора Кіліманджаро та збільшуються в кількості. |

### Амеру
Амеру проживають на східній та північній частинах гори Кенія, вони ведуть головним чином сільськогосподарський образ життя, але також займаються випасом худоби. На їхній мові гора Кенія називається Kirimara (Кірімара), тобто «те, що має білий матеріал (сніг)». Горі присвячені багато пісень цього народу. Але бог амеру — Мурунгу (Murungu) спустився не з гори, а з небес.

### Інші племена
Перші європейці, що відвідували гору Кенія, брали в члени експедиції як гідів та носильщиків представників інших племен. Багато з них ні разу не відчували холод і не бачили сніг або лід, тому їхньою реакцією часто були страх та недовіра.
|                           | Інша характерна риса занзібарського характеру проявилась в тому ж таборі. Ранком люди підійшли, щоби сказати мені, що вода, яку вони залишили в горщиках для приготування їжі, була проклята. Вони повідомили, що вона стала білою і не тряслася, більш сміливіший Фунді навіть запхав в неї палку, але вона не зайшла у воду. Вони просили, щоби я поглянув на неї, і я сказав, щоби вони принесли її мені. Але вони відмовились доторкатись до неї і благали мене піти до неї. Вода, звичайно же, затвердла від холоду. Я поставив один з горщиків на вогонь та передрікнув, що скоро її вміст знову перетвориться на воду. Люди сіли навколо і з тривогою спостерігали, а коли лід розтанув, вони з радістю підійшли та сказали мені, що демон був вигнаний, а я сказав їм, що тепер вони можуть використовувати цю воду, але як тільки я відвернувся, вони вилили її та наповнили свої горщики з навколишніх потічків. |
| — "The Great Rift Valley" | |

Експедиція Маккіндера 1899 року зіткнулася на горі висотою близько 3600 м із представниками племені вадоробо, які використовували ресурси гори для побутових потреб.

## Туризм
Гора Кенія є другим за популярністю туристичним напрямком для сходження в Африці після Кіліманджаро. Регіон навколо гори, включений до Національного парку Гора Кенія, пропонує широкий спектр можливостей для активного відпочинку, зокрема для пішого туризму (трекінгу), альпінізму та катання на гірських велосипедах.
Найкращим часом для відвідування гори вважаються сухі сезони: з січня по лютий та з червня по жовтень.

### Піший туризм (Трекінг)
Більшість туристів, що відвідують гору, обмежуються трекінгом до піку Ленгеса (4985 м), що є третьою за висотою вершиною і не вимагає технічних навичок скелелазіння. Існує кілька основних маршрутів для трекінгу, які відрізняються за складністю, тривалістю та пейзажами.
- Маршрут Наро Мору (Naro Moru Route) є найпопулярнішим, найшвидшим і найкоротшим маршрутом до піку Ленгеса[29]. Він відомий своїми вертикальними болотами та крутими ділянками, але також має добре обладнані притулки на кожній зупинці[30]. Сходження зазвичай займає 3-4 дні[31].
- Маршрут Сірімон (Sirimon Route) вважається одним з наймальовничіших, оскільки він проходить через різноманітні кліматичні зони з багатою флорою та фауною[32]. Цей маршрут менш людний і пропонує кращі можливості для акліматизації завдяки більш поступовому набору висоти[30]. Тривалість походу складає 4-5 днів[31].
- Маршрут Чогорія (Chogoria Route) є найдовшим, але, на думку багатьох, найкрасивішим маршрутом, особливо на спуску[29]. Він проходить через ущелину Джорджес (Gorges Valley) з водоспадами, озерами та вражаючими скельними утвореннями[26]. Через свою віддаленість та різноманітність ландшафту, цей маршрут часто рекомендують для більш досвідчених туристів. Сходження займає 5-6 днів[32].
- Маршрут Траверс (Traverse Route) — це комбінація кількох маршрутів, що дозволяє побачити гору з різних сторін. Найпопулярнішим є варіант підйому маршрутом Сірімон та спуску маршрутом Чогорія[25].

### Альпінізм
Гора Кенія є престижним об'єктом для альпіністів завдяки своїм двом найвищим вершинам — Батіан (5199 м) та Неліон (5188 м), сходження на які вимагає технічних навичок скелелазіння та альпіністського досвіду.
- Сходження на Неліон та Батіан: стандартний маршрут на Неліон оцінюється як IV+ за класифікацією UIAA (або 5.6-5.7 за американською системою YDS), а перехід з Неліона на Батіан (так званий «Ворота Туманів», 'Gates of Mist') є ще більш складним[33][34]. Ці маршрути проходять по скельних стінах і вимагають роботи з мотузкою та спеціальним спорядженням. Найкращий сезон для сходження на Неліон — з грудня по березень, а на Батіан — з червня по жовтень через особливості погодних умов на різних сторонах гори[28]. На горі існує понад 30 скельних маршрутів різної складності[35].

### Катання на гірських та гравійних велосипедах
Околиці гори Кенія пропонують унікальні можливості для катання на гірських (MTB) та гравійних велосипедах. Ландшафт варіюється від лісових стежок до відкритих рівнин з краєвидами на засніжені вершини.
- Велосипедні маршрути прокладені в лісових заповідниках та на схилах гори, уникаючи самого національного парку, де катання заборонено для збереження дикої природи[37]. Маршрути проходять через села місцевої громади Кікую, кавові та чайні плантації.
- Mt. Kenya MTB Series — це серія змагань з гірського велосипеду, що проводяться на схилах гори та приваблюють як місцевих, так і міжнародних спортсменів[38].
- Існують також комбіновані тури, що включають піший похід на гору, велосипедну експедицію її околицями та навіть рафтинг на місцевих річках[39].

### Інші види активностей
Окрім сходжень та велоспорту, Національний парк Гора Кенія та його околиці пропонують:
- Спостереження за дикою природою: у лісах та на схилах гори можна зустріти слонів, буйволів, антилоп та різноманітних мавп[40].
- Відвідування печер: на схилах гори є печери, які використовувались борцями за незалежність Мау-Мау  як сховки[41].
- Культурний туризм: знайомство з культурою та побутом місцевих громад, зокрема народу Кікую, для якого гора є священним місцем[42].